# Terra firme
La terra firme (terre ferme) est la zone de la forêt amazonienne qui n’est pas inondée par la crue en période de hautes eaux. La terra firme est caractérisée par des sols vieillis et pauvres, mais assez bien drainés. Elle constitue la majeure partie de cette forêt.